# Брикслегг
Брикслегг (нім. Brixlegg) — ярмаркове містечко й громада округу Куфштайн у землі Тіроль, Австрія.
Брикслегг лежить на висоті  534 м над рівнем моря і займає площу 9,1 км². Громада налічує 2809 мешканців. 
Густота населення 309/км².  
Брикслегг розташований у долині річки Інн на вході у долину Альпбаху. 
|                                    |
| Брикслегг на мапі округу та землі. |

 Адреса управління громади: Römerstraße 1, 6230 Brixlegg. 

## Відомі особи
- Стефан Ебергартер - гірськолижник

## Виноски
1. ↑  Dauersiedlungsraum der Gemeinden Politischen Bezirke und Bundesländer - Gebietsstand 1.1.2018 — Статистичне управління Австрії.
2. ↑  Статистичне управління Австрії — 1829.
3. ↑  www.brixlegg.tirol.gv.at. Архів оригіналу за 25 квітня 2021. Процитовано 3 квітня 2021.

| Австрія | Це незавершена стаття з географії Австрії. Ви можете допомогти проєкту, виправивши або дописавши її. |